# Ctenogobius stigmaticus
Ctenogobius stigmaticus es una especie de peces de la familia de los Gobiidae en el orden de los Perciformes.

## Morfología
Los machos pueden llegar a alcanzar los 8 cm de longitud total.

## Depredadores
En los Estados Unidos es depredado por nueces stolidus y Sterna fuscata 

## Hábitat
Es un pez de clima tropical y demersal.

## Distribución geográfica
Se encuentra en el Atlántico occidental: desde Carolina del Sur (los Estados Unidos) y el noreste del Golfo de México hasta el Brasil

## Observaciones
Es inofensivo para los humanos.